# نيكولاس ريمي
نيكولاس ريمي (بالفرنسية: Nicolas Rémy)‏ (و. 1530 – 1612 م) هو كاتب، وقاضي، ومؤرخ، ومحامي من دوقية لورين، وفرنسا، توفي عن عمر يناهز 82 عاماً.

## مناصب
تولى منصب جهيمرات ‏
.

## التعليم
تعلم في جامعة تولوز
.